# Drogó de Metz
Drogó de Metz també conegut com a Dreux o Drogone(17 de junio, 801 - 8 de diciembre 855) bisbe de Metz i abat de l'abadia de Luxeuil, va ser un fill il·legítim de l'emperador Carlemany i la seva concubina Regina.

## Història
Hi ha un registre del seu naixement als Annales Weissemburgenses com: «802 aut 803 15 Kal Iul». Drogó va néixer en el palau d'Aquisgrà de l'Imperi Carolingi, situat a la Gal·lia, a prop de les terres saxones, ara aquesta zona pertany a Alemanya. Einhard, nomena «Dragonem et Hugum» com a fills de Carlemany tinguts amb la seva concubina «Reginam», que va ser una de les quatre concubines que va tenir Carlemany a l'any 800 després de la mort de la seva esposa «Alemannian». Drogó tenia molts germans per part del seu pare i solament un germà de pare y mare nomenat Hug (802-844) que era el més petit. Després que el seu pare va morir ells dos junt amb el futur Lluís el Pietós es van criar plegats en palau.
Forçats a sortir de la cort reial quan Lluís el Pietós es va convertir en emperador l'any 814, Drogó i Hug van ser enviats a «llocs sota la custòdia gratuïta en monestirs».
El seu germà Hug, va ser ordenat sacerdot i nomenat abat de Charrioux, Saint-Quentin i Lobbes. Després de la batalla de Fontenoy-en-Puisaye, el 841, es va convertir en un alt clergue en la cort per a Carles el Calb (fill de Lluís el Pietós), Hug va morir en la batalla d'Angumois al juny del 844. Hi ha constància en els Annals fuldenses: «Hug Abbas, patruus Karoli et Rihboto Abbas, Rhaban quoque signifer» va morir «844 VII Id Jun» en la batalla en què "Pippini duces" (els generals de Pippin) van derrotar sa l'exèrcit de Carles el Calb, rei dels francs.
Drogó es va convertir en clergue l'any 818 i abat de Luxeuil-les-Bains el 820, aviat es va instal·lar com a bisbe de Metz el 823 -el bisbe anterior va ser Gondulphus de Metz 819 a 822-. Finalment es va convertir en arquebisbe de Metz el 834, mantenint-se en aquest càrrec la resta de la seva vida.
L'any 844, quan va ser escollit el papa Sergi II, l'emperador Lotari I va enviar el seu fill Lluís II d'Itàlia a Roma acompanyat per Drogó que recentment havia estat elevat de bisbe a arquebisbe de Metz, i resoldre els conflictes derivats de la consagració i entronització papal, que havia succeït sense esperar el consentiment del emperador. El papa Sergi va nomenar a Drogó el seu vicari apostòlic de les terres dels francs de França i Alemanya.

### Mort
Va morir el 8 de desembre del 855 després de caure al riu Oignon, a la Borgonya, mentre pescava. Va ser enterrat en l'església de l'abadia de sant Arnulf de Metz. Una llista dels bisbes de Metz explica: «Domnus Drogo archiepiscopus et sacri palate summus capellanus, filius Karoli imperatoris» (arquebisbe i sagrat capellà en cap de palau, fill de l'emperador Carles), va ser el bisbe número 40 de Metz, mantenint la posició durant 32 anys 5 mesos i 7 dies.

És esmentat en diverses fonts de l'època, entre altres coses, unes quantes vegades en els Annals Bertiniani. Per exemple, a l'informe per a l'estat de l'any 835: 
| « | Dominicae nativitatis festum hilariter, un Drogone Fratre Suo et Metensis urbis Episcopo decentissime susceptus, en eadem civitate caelebravit. | » |
| — | |   |

### Mecenes
La posició de Drogó li va permetre ser un dels grans mecenes de les arts del segle IX. Va embellir la seva catedral de Metz, amb obres entre les més importants de l'art carolingi en termes de bellesa i valor. Entre les que van sobreviure fins als nostres dies, es troben els tres manuscrits de l'escola de la Cort, entre els quals el Sacramentari de Drogó realitzat circa del 850, és un dels grans llibres il·lustrats carolingis.